# Karl Axel Arvidsson
Karl Axel Daniel Arvidsson, född 22 januari 1915 i Sandseryd, död 11 september 1962 i Maria Magdalena församling i Stockholm, var en svensk journalist. 
Arvidsson var verksam på Sveriges Radio. I flera radioprogram intervjuade Arvidsson konstnärer, bland andra Carl Eldh och Carl Milles. Han skrev även ett flertal böcker, främst om svensk konst och konstnärer. 
Han var gift sedan 1943 med Ingrid Arvidsson. Makarna är begravda på Skogskyrkogården i Stockholm.